# Ha-Karmel (Haifa)
Ha-Karmel (hebrejsky הכרמל‎) je jedna z devítí základních administrativních oblastí města Haifa v Izraeli. Je nazývána Čtvrť číslo 5. Nachází se v západní části města, na severním výběžku hřbetu pohoří Karmel. Zahrnuje převážně hustě osídlené rezidenční oblasti. Rozděluje se na tři základní podčásti: Karmelija-Vardija, Karmel Merkazi u-Ma'aravi a Karmel Carfati.
Populace je židovská, s nevelkou arabskou menšinou. Rozkládá se na ploše 7,86 kilometru čtverečního. V roce 2008 zde žilo 45 220 lidí. Z toho 40 190 Židů, 1 900 muslimů a 1 160 arabských křesťanů.